# Oberstocken

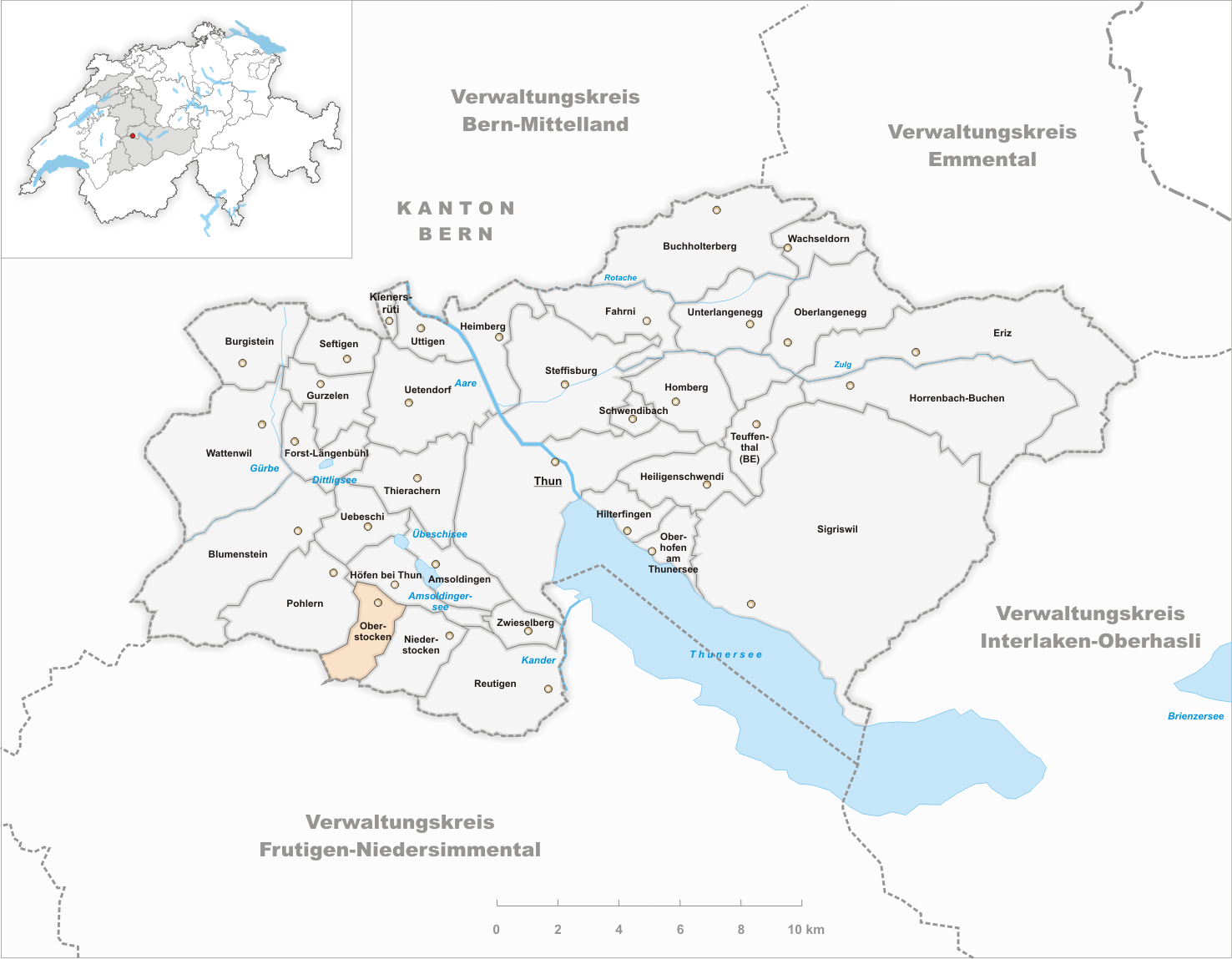
Gemeindestand vor der Fusion am 1. Januar 2014

Oberstocken ist eine Ortschaft in der Einwohnergemeinde Stocken-Höfen im Schweizer Kanton Bern. Bis zum 31. Dezember 2013 war Oberstocken eine eigene Einwohnergemeinde. Am 1. Januar 2014 fusionierte diese mit den Gemeinden Höfen bei Thun und Niederstocken zur neuen Gemeinde Stocken-Höfen.
Unter dem Namen Oberstocken existiert noch die Burgergemeinde.

## Geographie
Oberstocken liegt im Berner Oberland in den Alpen im Stockental. Die Nachbargemeinden bzw. ‑orte von Norden beginnend im Uhrzeigersinn sind Höfen, Niederstocken, Erlenbach im Simmental, Därstetten und Pohlern.

## Politik
Die Stimmenanteile der Parteien anlässlich der Nationalratswahlen 2011 betrugen: SVP 51,7 %, BDP 9,5 %, EDU 7,8 %, glp 7,4 %, SP 7,0 %, FDP 5,0 %, GPS 4,3 %, CVP 2,4 %, EVP 2,1 %, parteifrei.ch 1,1 %.

## Geschichte

Luftbild von Amsoldinger See, Höfen und Oberstocken von Werner Friedli (1952)

Der Name Oberstocken geht zurück auf das althochdeutsche Gattungswort stoc (Baumstamm, Baumstrunk). In Orts- und Flurnamen werden so Rodungen bezeichnet. Das Bestimmungswort Ober dient zur Unterscheidung des gleichnamigen Niederstocken. Die erste historische Erwähnung stammt von 1309, als «von der burg ze Stocken» die Rede ist.

## Partnergemeinde
- Strunkovice nad Blanicí, Tschechien (1997)